# Moteur V8 Hemi Chrysler
Pour l'article détaillant la conception du moteur, voir Moteur Hemi

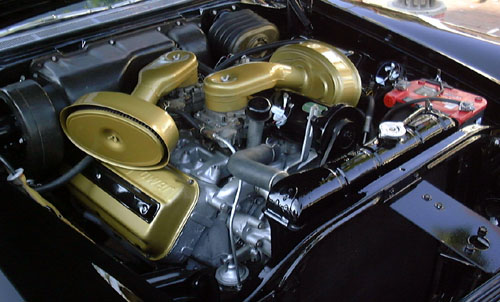
Le premier Hemi dans une Chrysler 300C de 1957

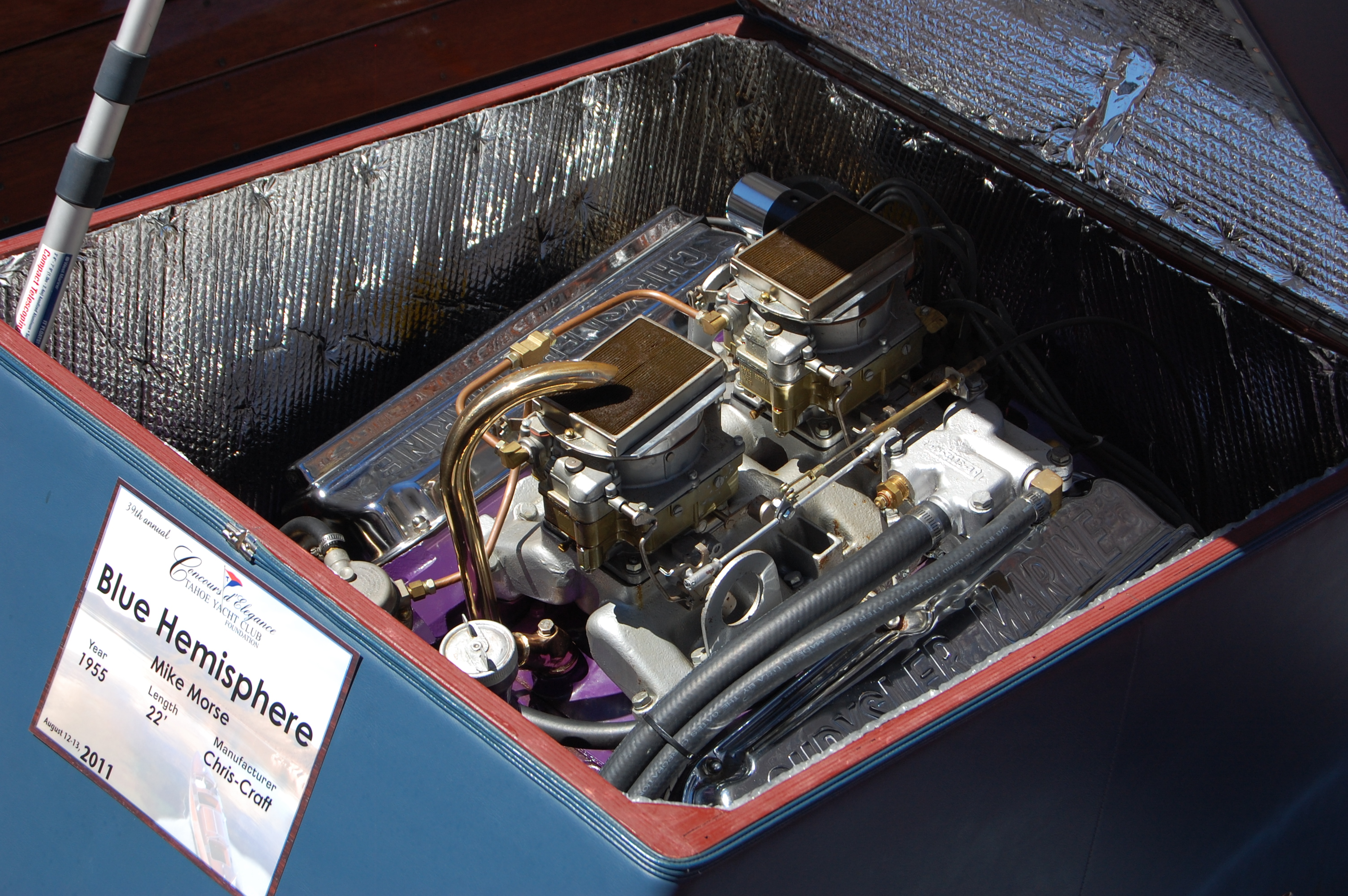
Les moteurs Hemi de Chrysler étaient populaires dans certains bateaux tels que le Chris-Craft dans les années 1950 et 1960.

Les moteurs V8 Hemi de Chrysler, connus sous la marque Hemi ou HEMI, sont une série de moteurs V8 essence construits par Chrysler avec des chambres de combustion hémisphériques à soupapes en tête. Trois types différents de moteurs Hemi ont été construits par Chrysler : le premier (connu sous le nom de moteur Chrysler FirePower) de 1951 à 1958, le deuxième de 1964 à 1971 et le troisième de 2003 à 2024. Bien que Chrysler soit surtout identifié à l'utilisation de l'appellation « Hemi », de nombreux autres constructeurs automobiles ont incorporé des conceptions similaires.
Au cours des années 1970 et 1980, Chrysler a également utilisé le nom Hemi pour son moteur Hemi-6 de fabrication australienne et l'a appliqué au moteur Mitsubishi 4 cylindres de 2,6 L installé dans divers véhicules du marché nord-américain.

## Fonctionnement
Une chambre de combustion hémisphérique est une forme de chambre de combustion plus efficace, avec une perte de chaleur minimale vers la culasse et de la place pour deux grandes soupapes. Cependant, il ne permet pas plus de deux soupapes par cylindre, et ces grosses soupapes sont forcément plus lourdes que dans un moteur multisoupapes. Les soupapes d'admission et d'échappement se trouvent sur les côtés opposés de la chambre et nécessitent une conception à flux transversal ("Cross-flow"). Comme la chambre de combustion est une hémisphère partielle, un piston à sommet plat produirait un taux de compression trop faible à moins qu'une course très longue ne soit utilisée. Ainsi, pour atteindre le taux de compression souhaité, la tête du piston est bombée pour combler l'espace au point mort haut.
La conception hémisphérique place la bougie d'allumage au centre ou à proximité du centre de la chambre pour favoriser un fort front de flamme.
La culasse hémisphérique a toujours des tiges de soupapes d'admission et d'échappement qui pointent dans des directions différentes, ce qui nécessite une culasse grande et large et une géométrie de culbuteurs complexe dans les moteurs à cames intégrées dans le bloc et à simple arbre à cames en tête. Cela ajoute à la largeur totale du moteur, limitant les véhicules dans lesquels il peut être installé.

### Seconde Guerre mondiale
Chrysler a développé son premier moteur hémisphérique pour l'avion de combat Republic P-47 Thunderbolt. Il s'agissait d'un V16 inversé évalué à 2 500 ch. Le P-47 était déjà en production avec un moteur en étoile Pratt & Whitney lorsque le V16 a été testé avec succès en 1945 comme amélioration possible, mais la guerre touchait à sa fin et il n'est pas entré en production. Cependant, cet essai a donné aux ingénieurs de Chrysler une expérience précieuse en matière de recherche et de développement sur la dynamique et les paramètres de la chambre de combustion hémispérique à deux soupapes.

## Première génération: FirePower 1951-1958
Chrysler a appliqué son expérience militaire avec la chambre de combustion hémisphérique à son premier moteur V8 à soupapes en tête, commercialisé sous le nom de FirePower, et non de « Hemi », en 1951. La première version du moteur FirePower a une cylindrée de 5,4 L (331 ci) et produit 178 ch. Finalement, trois des quatre divisions de Chrysler possédaient leur propre version du moteur FirePower, avec des cylindrées et des désignations différentes, et n'ayant pratiquement aucune pièce en commun. Ce manque de points communs était dû en partie au fait que les trois versions de moteur utilisaient des pas d'alésage différents. Chrysler et Imperial ont appelé leurs versions FirePower. DeSoto a appelé leur version le FireDome . Dodge avait une version plus petite, connue sous le nom de Red Ram. Seule Plymouth n'utilisait pas le moteur Hemi, jusqu'en 1964 avec la version 426.

### Plymouth Hemi V6 de 1951
Une version 6 cylindres en V a été imaginée pour Plymouth, de 3,9 L, conçue par la division Powerplant Research and Engine Design de Chrysler. Connue en interne sous le nom d'A173, elle était censée être une alternative puissante et économe en carburant au V8 de Ford et remplacer l'ancien six cylindres de Plymouth. Cependant, les plans ont été abandonnés en raison des coûts de construction élevés et de la conception alors inhabituelle.

### Chrysler et Imperial
Tous les moteurs Chrysler FirePower sont surdimensionnés ; leur alésage est plus grand que leur course.

#### 331
Ce premier moteur FirePower, utilisé de 1951 à 1955, possède un alésage de 96,8 mm et une course de 92,1mm  pour une cylindrée de 5,4 L. Le pas d'alésage, partagé par tous les moteurs  FirePower, était de 115,9 mm, soit le plus grand de tous les moteurs Hemi de 1ère génération. La plupart utilisaient un carburateur à double corps et produisaient 178 ch, à l'exception de la Chrysler C-300 de 1955 équipée de carburateurs doubles Carter WCFB à quatre corps et d'une puissance de 300 ch,.
Le 331 a été utilisé dans les véhicules suivants :
- Chrysler New-Yorker (1951 - 1955-
- Chrysler Imperial (1951 - 1954)
- Imperial (1955)
- Chrysler Saratoga (1951)
- Chrysler Saratoga Club Coupe (1952)
- Chrysler Imperial Parade Phaeton (1952)
- Dodge C Series (1954)
- Chrysler C-300 (1955)
- Facel Vega FV2B (1956)
- Hongqi CA72 (1958)
- La sirène de raid aérien Chrysler. Avec 138 décibels, c'est la sirène la plus puissante jamais fabriquée[7].

#### 354
Le 354, lancé en 1956, avait un alésage de 100 mm et une course de 92,1 mm, pour une cylindrée de 5,8 L. Le moteur de la 300B était évalué à 335 ch, tandis que la configuration des moteurs New Yorker et Imperial produisait 276 ch.
Le moteur 354 a été disposé dans les véhicules suivants :
- Chrysler New Yorker (1956)
- Chrysler 300B (1956)
- Imperial Custom & Crown (1956)
- Dodge D-501 (1957)
- Dodge C Series Pickup (1957 - 1959)

#### 392
Le moteur 392 sorti en 1957 avait un alésage de 101,6 mm et une course de 99,21 mm. La cylindrée est de 6,4 L. Pour 1958, Chrysler proposait le 392 en deux configurations : 321 ch avec un taux de compression de 9,25:1, et 340 ch avec une compression de 10:1, tous deux équipés d'un seul carburateur à quatre corps. Une version à quatre corps du 392 proposée dans les Chrysler 300C et 300D de 1957 à 1958 était évaluée à 370 ch ; le 300D, certains moteurs marins, et industriels utilisaient un culbuteur réglable. Une option extrêmement rare disponible sur la 300D de 1958 était l'injection électronique de carburant Bendix "Electrojector", avec laquelle le 392 était évalué à 385 ch, mais ne fut pas produit en très grand nombre en raison de problèmes de fiabilité avec l'ordinateur de bord primitif qui contrôlait le système d'injection ; par ailleurs, 15 des 16 300D construites avec l'option d'injection ont été rappelées et équipées de carburateurs.
Le moteur 392 a été utilisé dans les voitures suivantes :
- Chrysler New-Yorker (1957 - 1958)
- Imperial Custom, Crown et LeBaron (1957 - 1958)
- Chrysler 300C (1957)
- Chrysler 300D (1958)
- Facel Vega Excellence (1958)

### DeSoto

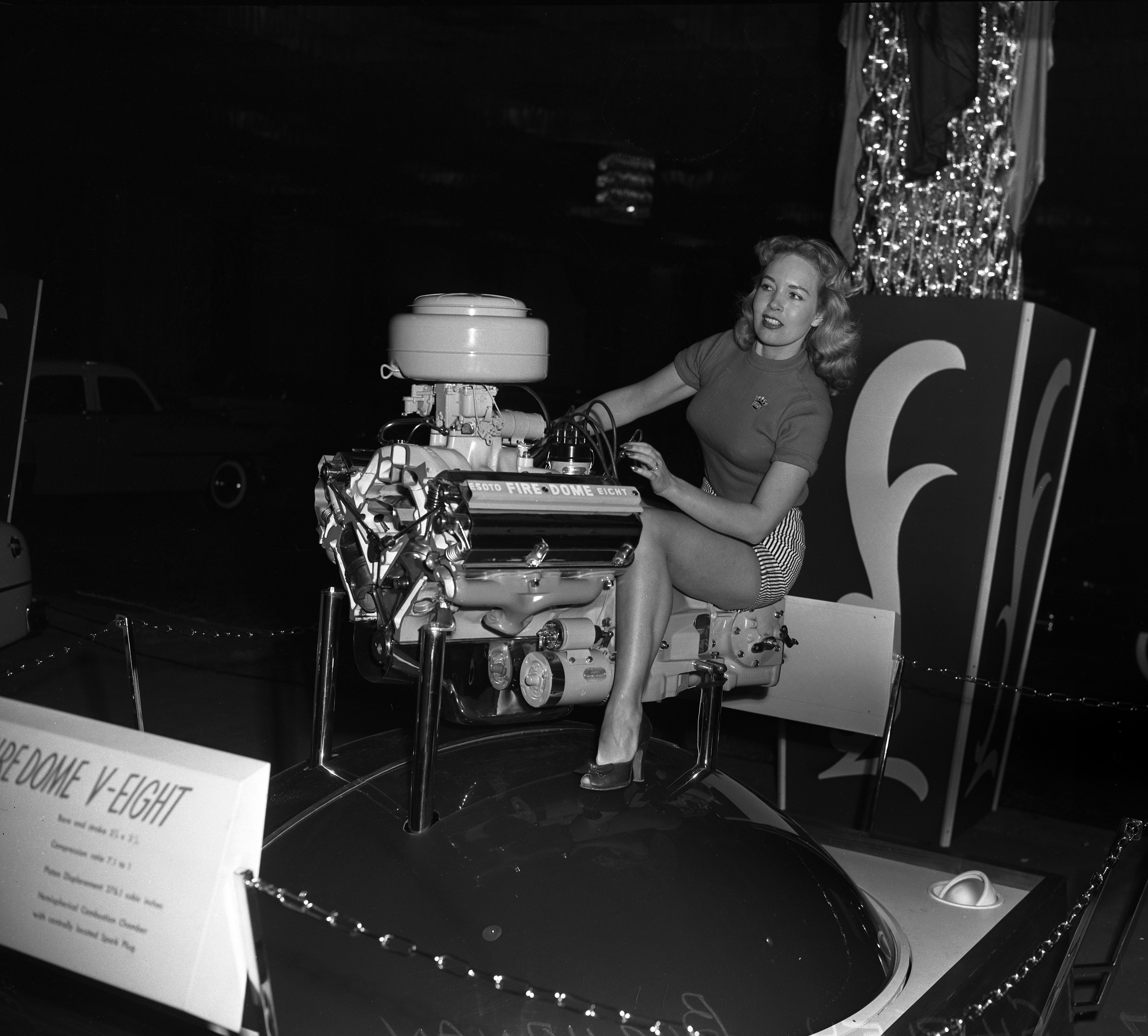
Moteur DeSoto FireDome au Salon international de l'automobile de Los Angeles en 1952.

Les moteurs Hemi de DeSoto s'appelaient FireDome.

#### 276
En 1952, DeSoto présente sa version du FirePower (FireDome), avec un alésage de 92,08 mm et une course de 84,94 mm, pour une cylindrée de 4,5 L. La puissance était de 170 ch. 50 000 véhicules utilisant ce moteur jusqu'à son remplacement en 1954.

#### 291
Une augmentation de la cylindrée à 4,8 L a été fabriquée pour 1955, augmentant l'alésage à 94,5 mm.

#### 330
Le moteur DeSoto a été agrandi pour 1956 à 5,4 L. L'alésage est également de 94,5 mm, mais la course a été augmentée à 96,5 mm. Le moteur développait 230 ch.

#### 341
Pour cette version, la cylindrée était de 5,6 L. En carburateur double corps, ce moteur développait 270 ch, 290 ch en quatre corps et le DeSoto Adventurer développait 345 ch.

### Dodge
Le Hemi de Dodge a été introduit en 1953 sous le nom de Red Ram. Dodge n'avait pas de moteur V8 jusqu'à ce qu'un moteur soit développé spécifiquement pour la gamme en 1953, sur la base du FirePower de 1951, mais réduit pour ces voitures plus petites. 

#### 241
Dodge a présenté la version 4.0 L en 1953. L'alésage était de 87,3 mm et la course de 82,6 mm. Le 241 produisait 140 ch. Pour 1954, les Dodge les plus anciennes reçurent 150 ch grâce à un taux de compression plus élevé de 7,5:1. Le 241 ne fut commercialisé que pendant deux ans, remplacé par le 270 pour 1955..

#### 270
Le Dodge Red Ram Hemi 270 comportait une cylindrée de 4,4 L et a été utilisé dans les Dodge haut de gamme de 1955 et 1956. L'alésage était 92,1 mm et la course était de 82,6 mm. Dans la Dodge Coronet, avec un taux de compression de 7,6:1, le 270 produisait 183 ch. Dans les versions supérieures comme la Dodge Royal, le "Super Red Ram" avait le même taux de compression mais avec un carburateur à quatre corps, produisant 193 ch..

#### 315
Pour 1956, Dodge a augmenté la cylindrée à 5,2 L , et maintenant avec des têtes polysphériques. Mais la version D-500 était équipée d'un carburateur à quatre corps et d'une tête à chambre de combustion hémisphérique. En outre, un ensemble « race only » appelé D-500-1 ou DASH 1 était disponible avec une double admission spéciale à quatre corps en aluminium qui arborait une paire de carburateurs Carter WCFB similaires à ceux des Chrysler 300B et des DeSoto Adventurer.

#### 325
Dodge a présenté une version 5,3 L pour 1957. Tous les moteurs étaient désormais équipés d'arbres à cames hydrauliques.

## Deuxième génération: 426 1964-1971
La conception à tête hémisphérique a été réintroduite en 1964. Ce furent les premiers moteurs officiellement désignés Hemi, un nom déposé par Chrysler. Les moteurs Chrysler Hemi de cette génération avaient une cylindrée de 7,0 L.
Le 426 Hemi des années 1960 était un moteur produit pour être utilisé en NASCAR, tout d'abord sur une Plymouth Belvedere en 1964. Il n’était initialement pas accessible au grand public. Le 426 Hemi n'a pas été autorisé à participer à la saison 1965 de NASCAR en raison de son indisponibilité dans les véhicules de production vendus au grand public et des plaintes de Ford concernant sa puissance.
Chrysler a donc introduit le "Street" Hemi en 1966 sur sa gamme  de voitures et a vendu le nombre requis de moteurs Hemi au public pour homologuer son utilisation pour les courses de NASCAR en 1966. Le "Street Hemi" était similaire au Hemi de course mais avec deux carburateurs à 4 corps (avec starter automatique), une compression inférieure (10,25:1 au lieu de 12,5:1) et un arbre à cames à levée inférieure, avec des collecteurs d'échappement en fer au lieu d'un acier plus léger.
Le 426 Hemi, sous sa forme « street Hemi », a été produit de 1966 à 1971.
La version street Hemi était évaluée à 425 ch à 5 000 tr/min et 664 Nm de couple à 4000 tr/min, équipé d'une paire de carburateurs Carter AFB à quatre corps.
Cette version routière du 426 Hemi a été utilisée (en option, dans tous les cas sauf le dernier) dans les véhicules suivants :

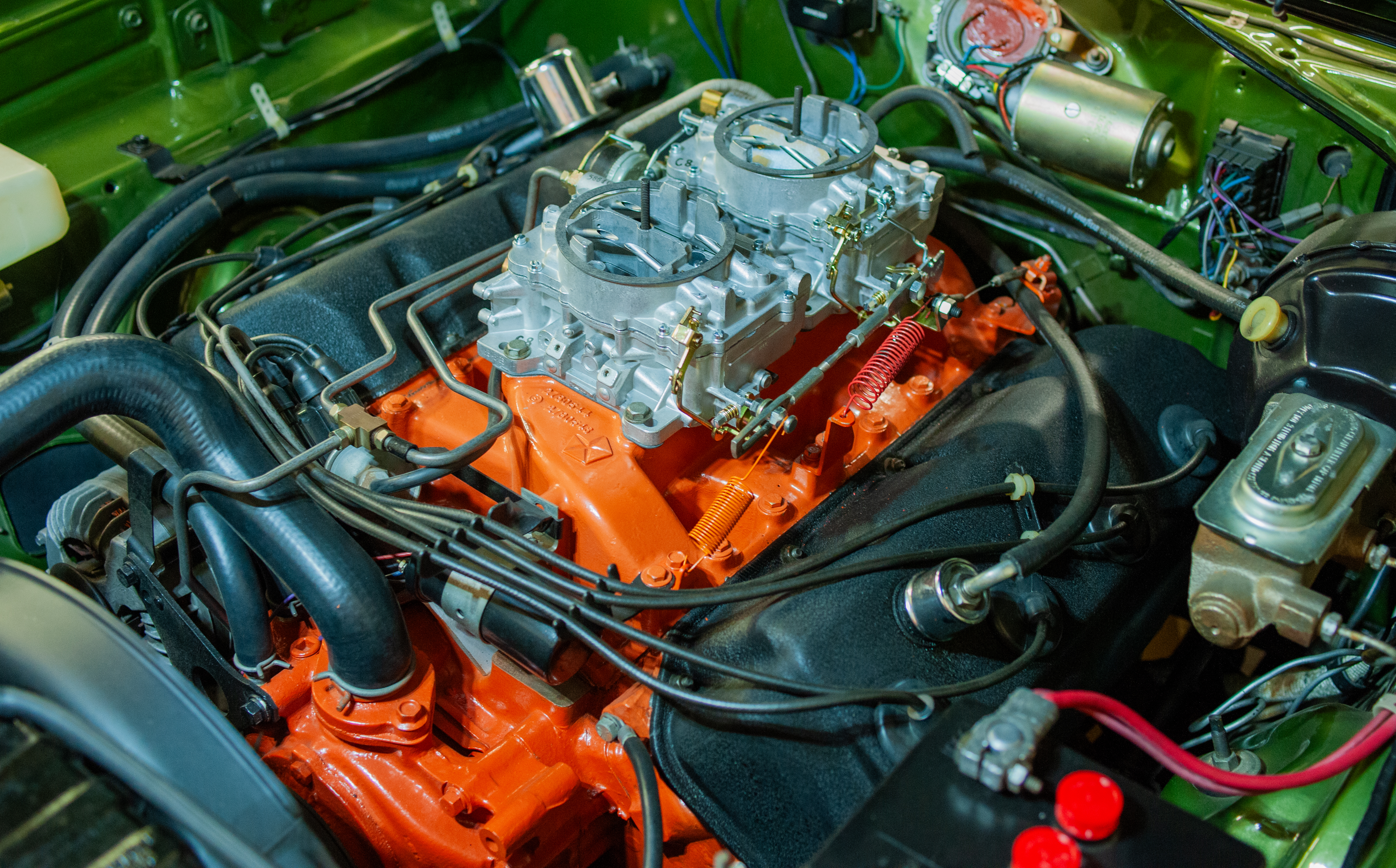
Carburateurs AFB 426 Hemi à double carter

- Dodge Coronet (1966 - 1970)
- Plymouth Belvedere (1966 - 1970)
- Plymouth Satellite (1966 - 1971)
- Dodge Charger (1966 - 1971)
- Jensen FF (1966 - 1971)
- Jensen Interceptor (1966 - 1971)
- Plymouth GTX (1967 - 1971)
- Dodge Dart Super Stock (1968)
- Plymouth Barracuda (1968)
- Dodge Super Bee (1968 - 1971)
- Carburateurs AFB 426 Hemi à double carter Plymouth Road Runner (1968 - 1971)
- Dodge Charger R/T (1969)
- Dodge Charger Daytona (1969)
- Plymouth Superbird (1970)
- Plymouth Hemi'Cuda (1970 - 1971)
- Dodge Challenger (1970 - 1971)
- Monteverdi Hai 450 (1970)

## Troisième génération : 2003-présent
Les troisièmes et dernières versions du moteur « HEMI » possèdent des culasses plus plates et plus complexes que les versions des années 1950 et 1970. Les chambres de combustion ne sont plus véritablement hémisphériques. 
Cette nouvelle version utilise un système d'allumage à bobine sur bougie (sans distributeur), avec deux bougies d'allumage par cylindre pour raccourcir la course de la flamme, conduisant à une combustion plus cohérente et à des émissions réduites. Pour 2009, la puissance a été augmentée de 357 ch à 395 ch, et le couple de 527 Nm à 556 Nm selon les applications. Le calage variable des soupapes (VVT) a également été introduit.
Une nouvelle technologie à cylindrée variable appelée "Multi-Displacement System" (MDS) est utilisée dans certaines versions, et peut arrêter deux cylindres sur chaque rangée lorsque le moteur est peu sollicité pour améliorer l'économie de carburant.

### 5.7 L Eagle

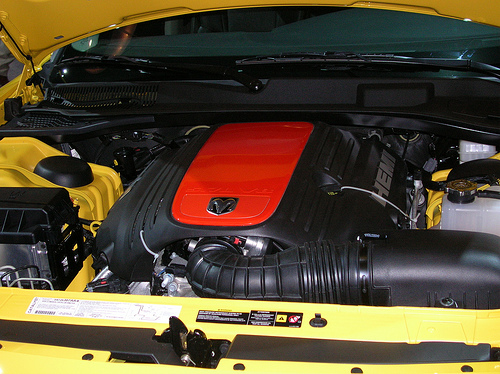
Moteur 5.7 Hemi

Le 5,7 L HEMI a été lancé pour 2003 sur les Dodge Ram pour remplacer le moteur Magnum 5.9 L. De 2004 à 2013, c'était le seul moteur à essence disponible dans le Ram Heavy Duty. Chrysler a ensuite fabriqué le 5.7 L Hemi pour tous les modèles de Dodge Ram de 2004, pour les Dodge Durango, Chrysler 300C, Dodge Magnum R/T, Jeep Grand Cherokee, Dodge Charger R/T, Jeep Commander, Chrysler Aspen, Dodge Challenger R/T et le Jeep Wagoneer de 2022. Pour les versions à transmission manuelle (Challenger et Ram), la désactivation des cylindres (MDS) n'est pas proposée.
Le 5,7 L Hemi (345 ci) développe 345 ch et 508 Nm de couple, et 340 ch et 529 Nm de couple pour la 300C et la Magnum R/T. Il s'agit d'un V8 à 90 degrés, à 2 soupapes par cylindre, d'une cylindrée de 5 654 cm3, avec un alésage de 99,49 mm et une course de 90,88 mm.
Le Hemi de 5,7 L est fabriqué à l'usine Saltillo de Chrysler à Ramos Arizpe, au Mexique.
Le Hemi figurait sur la liste des 10 meilleurs moteurs de Ward de 2003 à 2007, puis de nouveau en 2009.
Ce moteur a été utilisé dans les véhicules suivants :
- Dodge Ram (2003 - présent)
- Dodge Durango (2004 - 2009, 2011 - présent)
- Dodge Magnum (2005–2008)
- Chrysler 300 (2005-2023)
- Jeep Grand Cherokee (2005 - 2022)
- Dodge Charger (2006 - 2023)
- Jeep Commander (2006 - 2010)
- Chrysler Aspen (2007 - 2009)
- Dodge Challenger (2009 - 2023)
- Jeep Wagoneer (2022 - 2023)

### 6.1 L

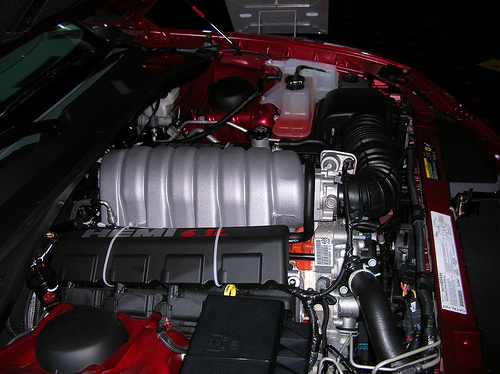
Moteur Hemi de 6,1L

Le Hemi était également disponible en 6 059 cm3, produisant 425 ch à 6 200 tr/min et 569 Nm de couple à 4 800 tr/min. Le bloc moteur différait du 5.7, avec des canaux de liquide de refroidissement révisés et des jets d'huile pour refroidir les pistons. Un vilebrequin forgé, des pistons plus légers et des bielles renforcées ont amélioré la durabilité. Un collecteur d'admission en aluminium était réglé pour délivrer la puissance à haut régime. Le système MDS de Chrysler n'a pas été utilisé sur le 6.1.
Cette version a été utilisée sur ces voitures :
- Chrysler 300C SRT-8 (2005 - 2010)
- Dodge Magnum SRT-8 (2006 - 2008)
- Dodge Charger SRT-8 (2006 - 2010)
- Jeep Grand Cherokee SRT-8 (2006 - 2010)
- Dodge Challenger SRT-8 (2008 - 2010)

### 6.2 L Hellcat
Pour 2015, Chrysler a introduit une nouvelle variante suralimentée du moteur Hemi, appelée Hellcat (du nom du Grumman F6F Hellcat). Sa cylindrée est de 6 166 cm3. Le compresseur mesure 2 380 cm3, est équipée d'une double vis avec refroidisseurs intégrés, capable de produire 0,8 bar de pression. Ce moteur produit 707 ch à 6 000 tr/min et 881 Nm de couple à 4 000 tr/min avec un taux de compression de 9,5:1. Ce moteur était le moteur le plus puissant jamais produit par Chrysler, ainsi que le moteur de production le plus puissant n'ayant jamais équipé une muscle car jusqu'à l'introduction de la Dodge Demon. Ce moteur n'est pas équipé du MDS de Chrysler. Une version Redeye de 797 ch fut intégré dans la Dodge Challenger en 2019, suivie par la Dodge Charger en 2021.
Applications:
- Dodge Challenger SRT Hellcat / Hellcat Redeye (2015 - 2023)
- Dodge Charger SRT Hellcat / Hellcat Redeye (2015 - 2023)
- Jeep Grand Cherokee Trackhawk (2018 - 2021)
- Dodge Durango SRT Hellcat (2021, 2023 - 2024)
- Ram 1500 TRX (2017, 2021 - 2024)

### 6.2 L Demon
La version Demon du Hemi V8 présente un certain nombre d'améliorations par rapport à la variante Hellcat. Elle est équipée d'un compresseur à double vis plus grand, de 2,7 L, ainsi que de composants renforcés, un nouvel arbre à cames et plusieurs autres améliorations du système de soupapes. Grâce à ces améliorations, la Challenger SRT Demon développe 808 chevaux avec de l'essence à l'indice d'octane 91, et 840 chevaux lorsqu'elle fonctionne avec de l'essence sans plomb à indice d'octane 102. Le refroidissement est facilité par une prise d'air de capot "Air-Grabber", ainsi que par un système de refroidissement de suralimentation unique utilisant le liquide de refroidissement de la climatisation pour abaisser la température de l'air de suralimentation d'admission.
Une nouvelle version Demon 170 a été proposée en 2023 pour la fin de la production de la Dodge Challenger, développant jusqu'à 1 025 ch et 1 280 Nm de couple.
Applications:
- Dodge Challenger SRT Demon (2018)
- Dodge Challenger SRT Demon 170 (2023)

### 6.4 L Apache

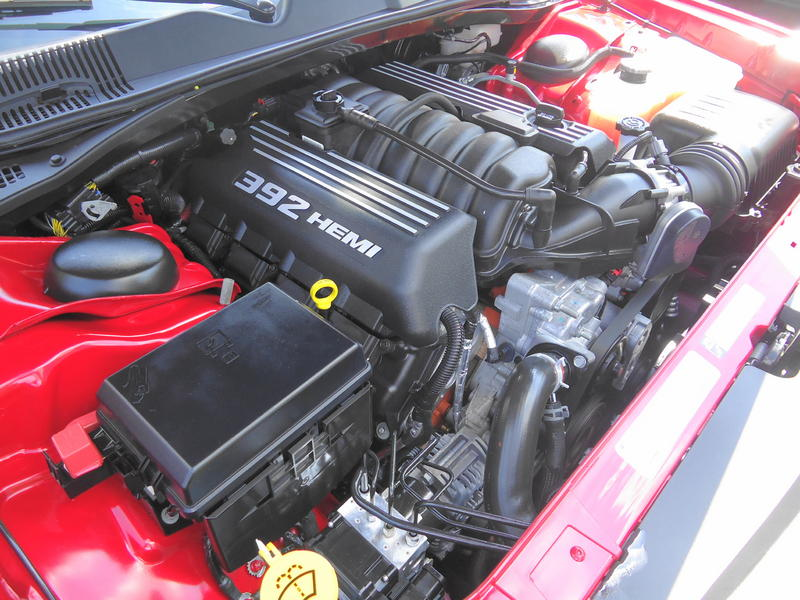
Moteur 392 CID V8 HEMI

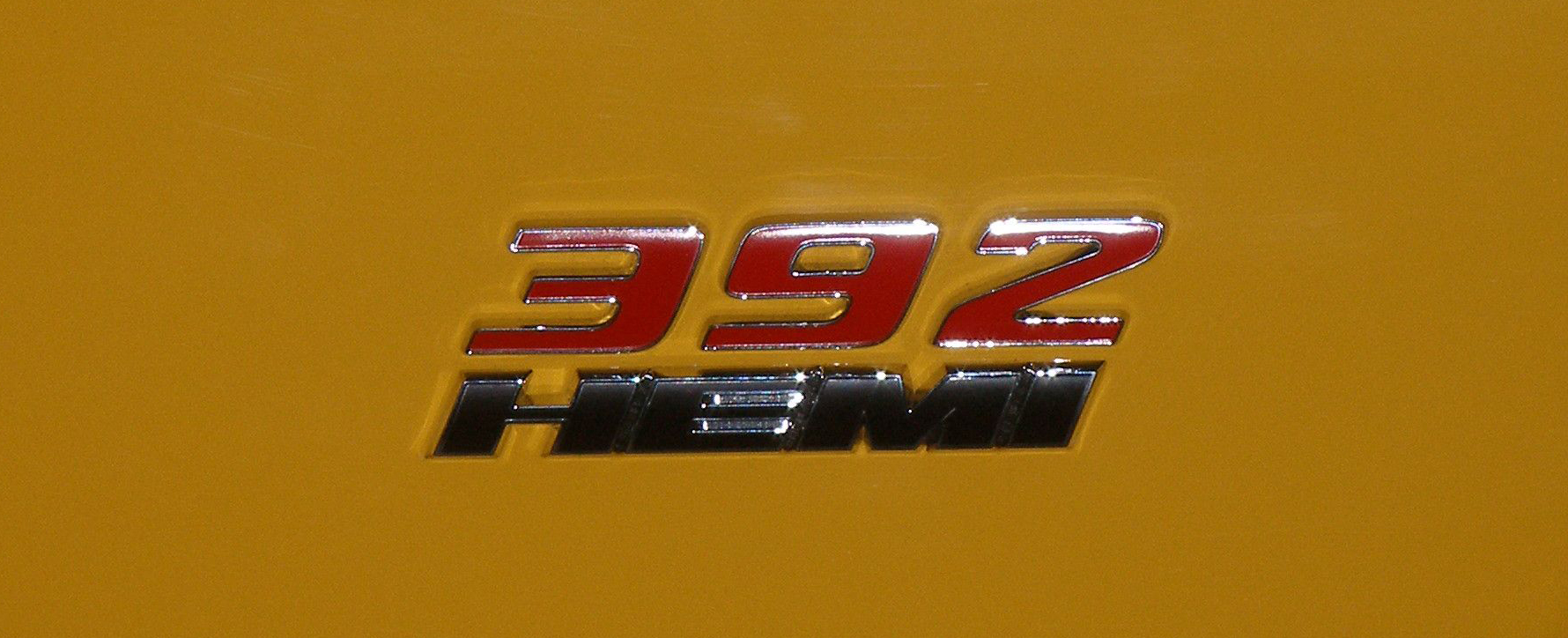
Insigne 392 HEMI

Chrysler a présenté un HEMI de 392 pouces cubes (6,4 L) plus grand et plus puissant en 2005 avec une puissance de 525 ch et de 691 Nm de couple. Il est équipé de pistons en aluminium forgé à haute résistance. Ce moteur est disponible à partir de 2007 sous le nom de 392 HEMI.
La version de production du 392 HEMI a été lancée dans la Dodge Challenger SRT8 de 2011 avec un calage d'arbre à cames variable et équipée du MDS dans les voitures à transmission automatique. Le nouveau 392 HEMI, nommé « Apache », est basé sur le moteur 5.7 L de troisième génération.
Pour 2015, la puissance a été augmentée à 485 ch et le couple à 644 Nm dans les modèles Charger et Challenger SRT 392 et R/T Scat Pack ; le Grand Cherokee SRT n'a vu qu'une augmentation de 5 ch. Les modèles d'exportation de la Chrysler 300 SRT ont conservé la version de 470 ch.
Applications :
- Chrysler 300C (2023)
- Chrysler 300 SRT-8 (2012 - 2014)
- Dodge Challenger SRT-8 / SRT 392 / Scat Pack (2011 - 2023)
- Dodge Charger SRT-8 / SRT 392 / Scat Pack (2012 - 2023)
- Dodge Durango SRT (2018 - 2024)
- Jeep Grand Cherokee SRT-8 / SRT (2012 - 2021)
- Jeep Grand Wagoneer (2022 - 2023)
- Jeep Wrangler Unlimited Rubicon 392 (2021 - 2024)